# Ihar Makarau

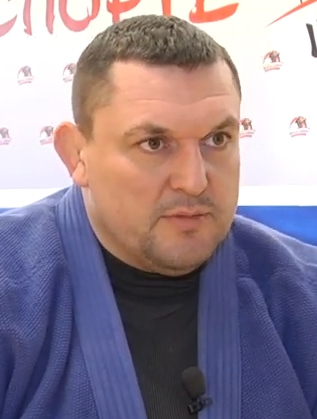
Ihar Makarau (2020)

Ihar Viktarawitsch Makarau (belarussisch Ігар Віктаравіч Макараў; * 20. Juli 1979 in Homel) ist ein ehemaliger belarussischer Judoka. 2004 war er Olympiasieger im Halbschwergewicht, 2010 Europameister im Schwergewicht.

## Karriere

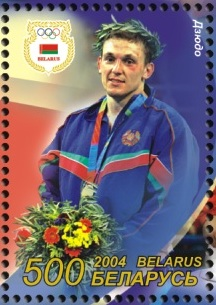
Olympiasieger Ihar Makarau als Briefmarkenmotiv

Makarau trat bis 2006 meist im Halbschwergewicht (bis 100 kg) an, ab 2007 startete er im Schwergewicht (über 100 kg) oder in der offenen Klasse.
Makarau wurde 1997 Zweiter bei den Junioreneuropameisterschaften, 1998 gewann er diesen Titel. 2000 belegte er bei den Studentenweltmeisterschaften den dritten Platz im Halbschwergewicht, gewann aber den Titel in der offenen Klasse. 2001 wurde er in der offenen Klasse Dritter bei der Universiade. 2002 belegte er den dritten Platz bei den Europameisterschaften in Maribor. Nachdem er im Halbfinale gegen den Esten Martin Padar verloren hatte, gewann er den Kampf um Bronze gegen den Israeli Ariel Zeevi. Tags darauf gewann er mit der belarussischen Mannschaft die Silbermedaille im Teamwettbewerb. 2003 verlor er im Halbfinale der Europameisterschaften gegen Ariel Zeevi, im Kampf um Bronze besiegte er den Deutschen Daniel Gürschner. Auch bei den Judo-Weltmeisterschaften 2003 erkämpfte Makarau die Bronzemedaille. Nachdem er frühzeitig gegen den Italiener Michele Monti unterlag, kämpfte er sich über die Hoffnungsrunde zum Kampf um Bronze durch, den er gegen den Kanadier Nicolas Gill gewann.
Bei den Olympischen Spielen 2004 in Athen besiegte Makarau in seinem vierten Kampf den Niederländer Elco van der Geest und stand damit im Finale. Der Kampf gegen den Südkoreaner Jang Sung-ho ging über die volle Kampfdauer von fünf Minuten, danach stand Makarau als Olympiasieger fest.
2005 gewann Makarau den belarussischen Meistertitel im Halbschwergewicht. In dieser Gewichtsklasse belegte er bei den Europameisterschaften 2006 den fünften Platz. 2007 erreichte er bei den Europameisterschaften in der offenen Klasse das Finale, dort unterlag er gegen den Russen Alexander Michailin.
Bei den Europameisterschaften 2009 unterlag er im Schwergewichtshalbfinale dem Niederländer Grim Vuijsters, den Kampf um Bronze gewann Makarau gegen den Polen Janusz Wojnarowicz. 2010 gewann Makarau seinen einzigen belarussischen Meistertitel im Schwergewicht. Bei den Judo-Europameisterschaften 2010 besiegte er im Halbfinale den Polen Janusz Wojnarowicz, das Finale gewann er gegen den Ungarn Barna Bor. 2012 nahm Makarau noch einmal an Olympischen Spielen teil. Beim olympischen Turnier in London unterlag er im Viertelfinale gegen den Südkoreaner Kim Sung-min, den Kampf um Bronze verlor er gegen den Deutschen Andreas Tölzer. 2013 beendete Makarau seine sportliche Karriere.